# صدفی‌سا
صَدَفی‌سا (Sagina) سرده‌ای از گیاهان است.
این جنس در ایران به گونه گیاه علفی یک‌ساله و چندساله دارد.
افزون بر ایران، در عراق، افغانستان و پاکستان هم می‌روید.

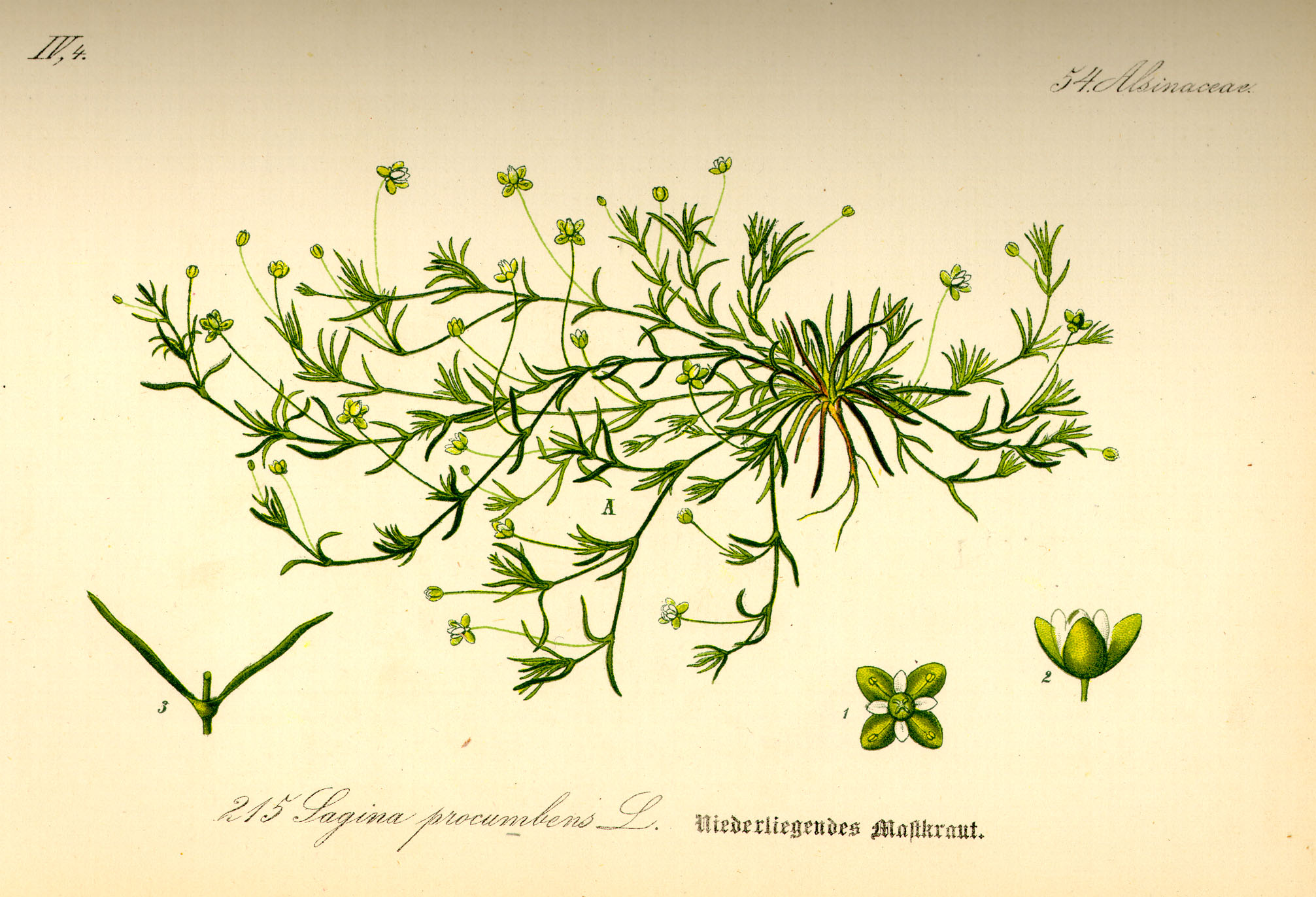
صدفی‌سای خوابیده.

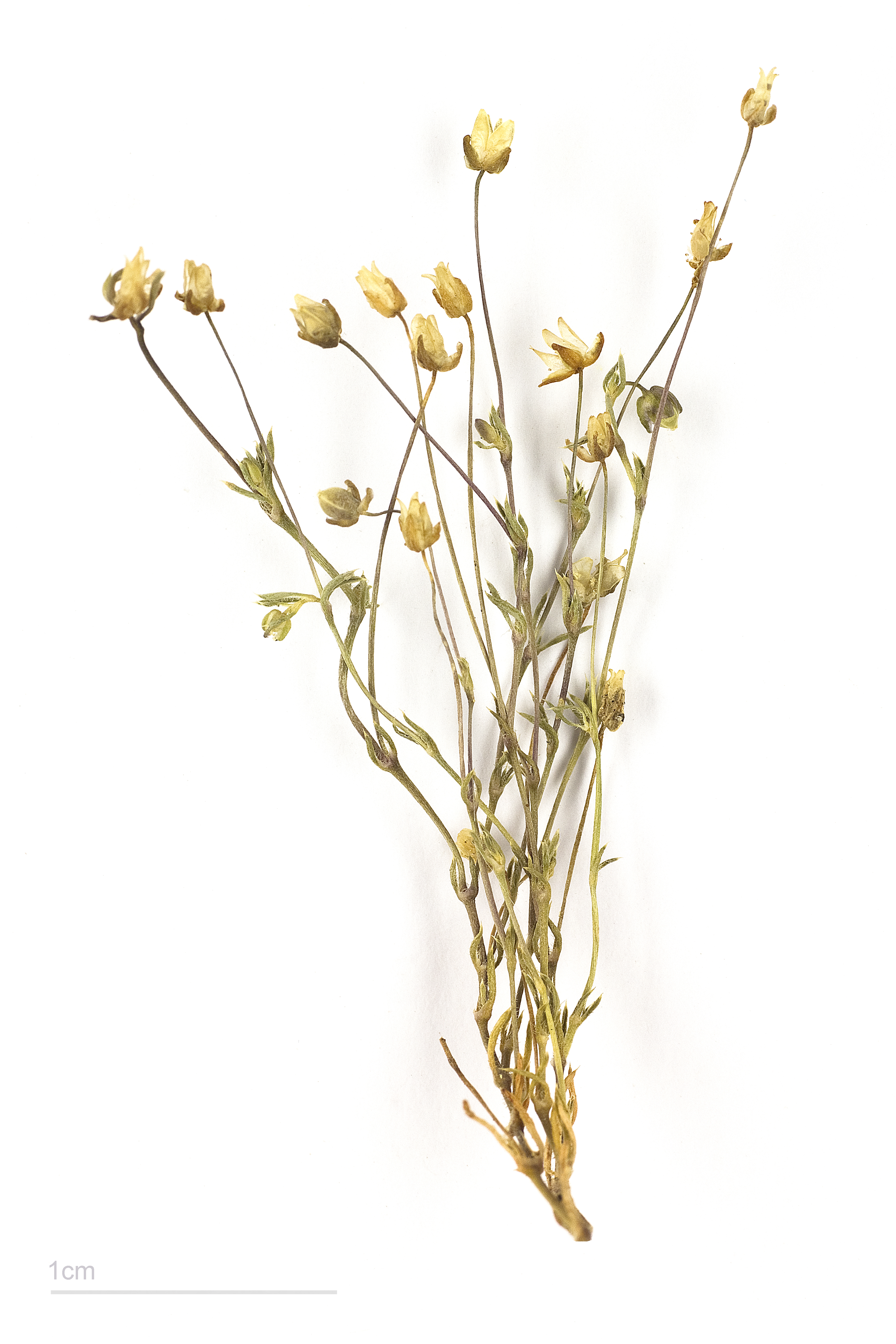
Sagina apetala